# 不同的宇宙
《不同的宇宙》（A Different Universe: Reinventing Physics from the Bottom Down）是罗伯特·劳夫林于2005年出版的一本物理学书籍，劳夫林因分数量子霍尔效应而获得诺贝尔物理学奖。书名是对菲利普·安德森的“多即不同”（More is Different）宣言的玩笑，该宣言称凝聚态物理学应受到更多的尊重，并在此方面具有重要的历史意义。该书在其文章《中庸之道》（The Middle Way）和《万物理论》（The Theory of Everything）的基础上作了扩展，讨论了还原论的局限性。劳夫林作品中一个关键概念是“保护国”（protectorates），这意味着强健的物理行为机制不依赖于潜在的微观物理，例如量子噪声。（也就是说，它们不受微观物理变化无常细节的影响。）这种在宏观尺度上稳健或可靠的行为，使得从生命到纳米技术的更高层次实体成为可能。该书强调更多地研究这种宏观现象，有时称为涌现，而非不断深入研究理论上的基本思想。例如，弦理论在某些时候，由于在我们的世界中没有可观察到的后果，而在经验主义上变得无关紧要。论点围绕着现代暗能量思想展开，暗示时空或真空可能不是空的，而是（就我们所能观察到的）一种媒介，具有讽刺意味的是，即使是爱因斯坦也瞥见了这种可能性。他的职业生涯始于以其狭义相对论工作，破除类似但过于简化的以太概念。